# Алейник, Раиса Михайловна
Раи́са Миха́йловна Але́йник (род. 15 апреля 1947) — советский и российский философ, религиовед и антрополог. Доктор философских наук, профессор. Одна из авторов «Атеистического словаря».

## Биография
В 1973 году окончила философский факультет МГУ имени  М. В. Ломоносова.
В 1983 году в МГУ имени М. В. Ломоносова защитила диссертацию на соискание учёной степени кандидата философских наук по теме «Атеизм Фридриха Фейербаха» (специальность 09.00.06 — научный атеизм)
В 2007 году в Институте философии РАН защитила диссертацию на соискание учёной степени доктора философских наук по теме «Образ человека в философской постмодернистской литературе» (специальность 09.00.13 «Религиоведение, философская антропология, и философия культуры»). Научный консультант — П. С. Гуревич. Официальные оппоненты — доктор философских наук, профессор И. С. Вдовина, доктор философских наук, профессор М. М. Скибицкий, доктор философских наук, профессор В. С. Барулин. Ведущая организация — РАГС при Президенте РФ.
Профессор кафедры философии Российского химико-технологического университета имени Д. И. Менделеева.

## Научные труды

### Монографии
- Алейник Р. М. Современная западная философия и литература. М.:РХТУ, 2000. 100 с.
- Алейник Р. М. Современная западная философия (вторая половина XX в.). М.: РХТУ, 2002. 100 с.
- Философия свободомыслия : (к 200-летию со дня рождения Людвига Фейербаха) / Рос. акад. гос. службы при Президенте Рос. Федерации; [Алейник Р. М. и др.]. М. : Изд-во РАГС, 2004. 254 с.
- Алейник Р. М. Человек в философском постмодернизме. М.:Международная интеллектуальная книга, 2006. 223 с.
- Концепции современного естествознания : методические материалы для студентов-социологов / сост.: Алейник, Р. М., Гуляев Ю. Ю. — М.: РХТУ, 2008. — 32 с.
- Алейник Р. М. Постмодернизм и социально-гуманитарное знание. М.: РХТУ, 2009. 155 с.
- История и философия науки : учебно-методическое пособие для аспирантов нехимических специальностей. / сост. Р. М. Алейник. — М.: РХТУ,, 2010. — 35 с.
- Философия науки: синергетика и социально-гуманитарное знание: методическое пособие для аспирантов нехимических специальностей / сост. Р. М. Алейник. М.: РХТУ, 2011. 47 с.
- Философия техники и технологии: актуальные проблемы социально-гуманитарных наук: учебно-методическое пособие для аспирантов нехимических специальностей / сост.: Алейник Р. М. М.: РХТУ, 2012. 32 с.
- Проблема человека в философии. Проблема ценностей в философии / сост. Р. М. Алейник]. — М.: РХТУ, 2015. — 63 с.

### Статьи
- Алейник Р. М. Фридрих Фейербах — популяризатор учения Людвига Фейербаха. Вступи-тельная статья и перевод из «Религии будущего» Ф.Фейербаха // Вопросы научного атеизма. Выпуск 29. М.: Мысль, 1982. С. 258—272.
- Алейник Р. М. Атеизм Фридриха Фейербаха и перевод «Воспоминаний о моей религиозной жизни». // «Наука и религия». 1983. № 2. С.30-33.
- Алейник Р. М. Воспитание в семье Фейербахов // Воспитать атеиста. М.: Мысль, 1988. С. 233—241.
- Алейник Р. М. Спор К. Ясперса и Р. Бультмана. Из истории диалога между светской и богословской мыслью //Традиции и обновление. Диалог мировоззрений. Материалы III-го международного симпозиума. — Новгород: Изд-во Волго-Вятской академии государственной службы, 1995. — С. 191—195.
- Алейник Р. М. Образование как предмет философии // Философия образования. — Рязань: Изд-во Рязанской государственной радиотехнической академии, 1996. — С. 35—37.
- Алейник Р. М. Словарь русской философии от «Ломоносова до Ленина». // «Русская мысль». Париж. 1996. № 4129.
- Алейник Р. М. О диалоге между светской и религиозной мыслью // Всероссийский философский конгресс. Человек — Философия — Гуманизм. СПб., 1997. — Т. 5. Философия в мире знания, техники и веры.
- Алейник Р. М. Проблема самоидентичности России в эпоху постперестройки // Государственное устройство и народ. Диалог мировоззрений. Материалы международного научно-богословского симпозиума. — Н. Новгород: Изд-во Волго-Вятской академии государственной службы, 1998. — С. 189—191.
- Алейник Р. М. Проблема идентичности России сегодня // Россия сегодня: общество, культура, государство, человек. Материалы научно-теоретической конференции. — М.: МГИЭМ, 1998. — С. 66—69.
- Алейник Р. М. Русская идея и русская классика // Мир в III-м тысячелетии. Диалог мировоззрений. Материалы V научно-богословского симпозиума. — Н. Новгород: Изд-во Волго-Вятской академии государственной службы, 1999. — С. 203—205.
- Алейник Р. М. Философия и литература // II-й Российский философский конгресс. XXI-й век: будущее России в философском измерении. — Екатеринбург, 1999. — Т. 4. Ч. 2. — С. 342.
- Алейник Р. М. Утопия//Литературоведческие термины. (материалы к словарю). — Коломна: Изд-во Коломенского пединститута, 1999. — С. 101—103.
- Алейник Р. М. Проблема диалога в современной философии // Единство и этнокультурное разнообразие мира. Материалы VI-го международного научно-богословского симпозиума. — Н. Новгород: Изд-во Волго-Вятской академии государственной службы, 2001. — С. 193—195.
- Алейник Р. М. А. С. Пушкин и русская философская классика // А. С. Пушкин и мировая культура. Материалы международной научной конференции. — М.: МГСУ, Союз, 2001. — С. 90—92.
- Алейник Р. М. Философия диалога как мировоззренческое основание противостояния этнокультурному и религиозному экстремизму // Единство и этнокультурное многообразие мира. Диалог мировоззрений. Материалы VII-го науч-но-богословского симпозиума. — Н. Новгород: Изд-во Волго-Вятской академии государственной службы, 2001. — С. 318—320.
- Алейник Р. М. Поэтическая рефлексия Ницше и языково-философская интерпретация трансцендентального субъекта // III-й Российский философский конгресс. Рационализм и культура на пороге III-его тысячелетия. — Ростов-на-Дону: Изд-во СКНЦ ВШ, 2002. — Т. 2. — С. 401—402.
- Алейник Р. М. Эстетический опыт и деконструкция. // XXI-st World Congress of Philosophy. Facing World Problems. Abstract. Istanbul. 2002. p.9.
- Алейник Р. М. Поэтическая рефлексия и истина // Истина и заблуждение. Материалы VIII-го научно-богословского симпозиума. — Н. Новгород: Изд-во Волго-Вятской академии государственной службы, 2003. — С. 214—216.
- Алейник Р. М. Философские основания диалогического мышления // Образование и ус-тойчивое развитие. Материалы II-й международной научной конференции. — М.: РХТУ, 2004. — С. 16—17.
- Алейник Р. М. Эстетический опыт и деконструкция // Философский пароход. Философия лицом к мировым проблемам. Доклады российских участников. — Краснодар-Москва, 2004. — С. 15—16.
- Алейник Р. М. Педагогическая атмосфера в семье Фейербахов // Философия свободо-мыслия. К 200-летию со дня рождения Людвига Фейербаха. — М.: РАГС, 2004. — С. 243—254.
- Алейник Р. М. Шопенгауэр: деконструкция Канта. // К 250-летию Московского университета. Историко-философский альманах. Вып. 1. Кант и современность. М.: Современные тетради, 2005. — С. 189—198.
- Алейник Р. М. Точный диагноз // Нева.- СПб., 2005. — №.3. — С. 240—241.
- Алейник Р. М. Феномен Фейербаха // Наука. Религия. Образование. — Уфа: УГИС, 2005. — С. 67—71.
- Алейник Р. М. Проблема ответственности в современной французской философии // Образование и устойчивое развитие. Химическое образование: ответствен-ность за будущее. Международная научная конференция. — М.: РХТУ, 2005. — С. 77—79.
- Алейник Р. М. Актуальность Фейербаха, или этика диалога и будущее цивилизации // Философия и будущее цивилизации. Тезисы докладов и выступлений. IV-й Российский философский конгресс. — М.: Современные тетради, 2005. — Т. 2. — С. 746.
- Алейник Р. М. 11 сентября 2001 г. глазами французских постмодернистов // Политика и общество. Научный российско-французский журнал. — М., 2006. — № 4. — С. 56—60.
- Алейник Р. М. Философская антропология. // Человек, 2006. — № 2 — С. 175—178.
- Алейник Р. М. Проблема ответственности в философии Э. Левинаса. // Государственная служба, 2006. — № 5(43). — С.89—92.
- Алейник Р. М. История глазами постмодернистов. // Государственная служба, 2006. — № 4 (42). — С. 89—92.
- Алейник Р. М. Антропологическое основание истории //Социальная политика и социология, 2006. — № 3. — С.235—246.
- Алейник Р. М. Маркс, марксисты и деконструкция. // Архетип, 2006. № 4. С. 26—30.
- Алейник Р. М. Попытка истолкования // Нева. 2006. № 6. С.218—219.
- Алейник Р. М. Природа человека в постмодернизме//Диалог мировоззрений. Материалы VIII -го международного симпозиума. — Н. Новгород: изд-во Волго-Вятской академии государственной службы, 2006.
- Алейник Р. М. О человеческом в постмодернизме// Вестник философского общества. — 2006. № 3(39) — С. 112—114.
- Алейник Р. М. Этика Другого или этика «чистого жизненного стиля»? //Культурные трансформации в информационном обществе. Материалы международной конференции, ноябрь 2006, Московский гуманитарный университет
- Алейник Р. М. Образ человека во французской постмодернистской литературе // Спектр антропологических учений. М.: ИФ РАН, 2006. С. 199—214 (копия)
- Алейник Р. М. Проблема человека в философской постмодернистской литературе // Вестник Томского государственного университета. № 296. 2007. — С. 62—69
- Алейник Р. М. Человек информационной эпохи (ответы постмодернизма) // Человек вчера и сегодня: междисциплинарные исследования. Вып. 1. М.: ИФ РАН, 2008. — 227—236
- Алейник Р. М. Альфред Адлер — социальный гений? // «Психология и психотехника». 2009. № 5 (8). С.51—56.
- Алейник Р. М. Интеграция естествознания и социально-гуманитарных наук // Исторический вестник РХТУ им. Д. И. Менделеева. — 2010. — № 32 (3). — С. 22-26.
- Алейник Р. М. Проект нового натурализма в исследованиях человека: проблемы сознания и мировоззрения // Философия и культура. — 2011. — № 11 (47). — С. 36-46.
- Алейник Р. М. Человек в научной картине мира: натуралистическая перспектива // Философия в современном мире: диалог мировоззрений. Материалы VI Российского философского конгресса. — Н. Новгород. — Т. 2. — 2012. — С. 121.
- Алейник Р. М. Познание и мировоззрения: натуралистская позиция // NB: Философские исследования. — 2013. — № 6. — С.40—67. DOI: 10.7256/2306-0174.2013.6.181.